# Mysłowa
Mysłowa (ukr. Мислова) – wieś na Ukrainie w rejonie tarnopolskim należącym do obwodu tarnopolskiego.
W II Rzeczypospolitej w powiecie skałackim województwa tarnopolskiego. Stacjonowały tu jednostki graniczne Wojska Polskiego: we wrześniu 1921 w Mysłowej wystawiła placówkę 4 kompania 23 batalionu celnego, a po 1924 w miejscowości stacjonowała strażnica KOP „Mysłowa”.
W 1939 r. wieś liczyła ok. 1000 mieszkańców, z których ok. 50% stanowili Polacy. W latach 1943–1945 nacjonaliści ukraińscy z  OUN-UPA zamordowali tutaj 15 Polaków.
W czasie okupacji niemieckiej ukraińska mieszkanka wsi Olga Dacko ukrywała Żyda Michaiła Ehre. W 2004 roku Instytut Jad Waszem uhonorował ją za to tytułem Sprawiedliwej wśród Narodów Świata.
Do 2020 w rejonie podwołoczyskim.